# Dicallaneura leucomelas
Dicallaneura leucomelas is een vlindersoort uit de familie van de prachtvlinders (Riodinidae), onderfamilie Nemeobiinae.
Dicallaneura leucomelas werd in 1905 beschreven door Rothschild & Jordan.